# ジョン・ジェリコー (初代ジェリコー伯爵)
初代ジェリコー伯爵ジョン・ラッシュワース・ジェリコー（英語: John Rushworth Jellicoe, 1st Earl Jellicoe、GCB OM GCVO DL、1859年12月5日 - 1935年11月20日）は、イギリスの海軍軍人、伯爵。エジプト出兵や義和団の乱に参戦、第一次世界大戦ではグランドフリート司令長官としてユトランド沖海戦を指揮した。
後に第一海軍卿に転じてドイツ潜水艦対策に奔走したが、ロイド・ジョージ首相やエリック・ゲッデス海軍大臣と対立して解任された。大戦後は海戦の指揮をめぐって批判された。1920年から1924年にかけてニュージーランド総督を務めた。
軍人としての最終階級は海軍元帥。

## 生涯

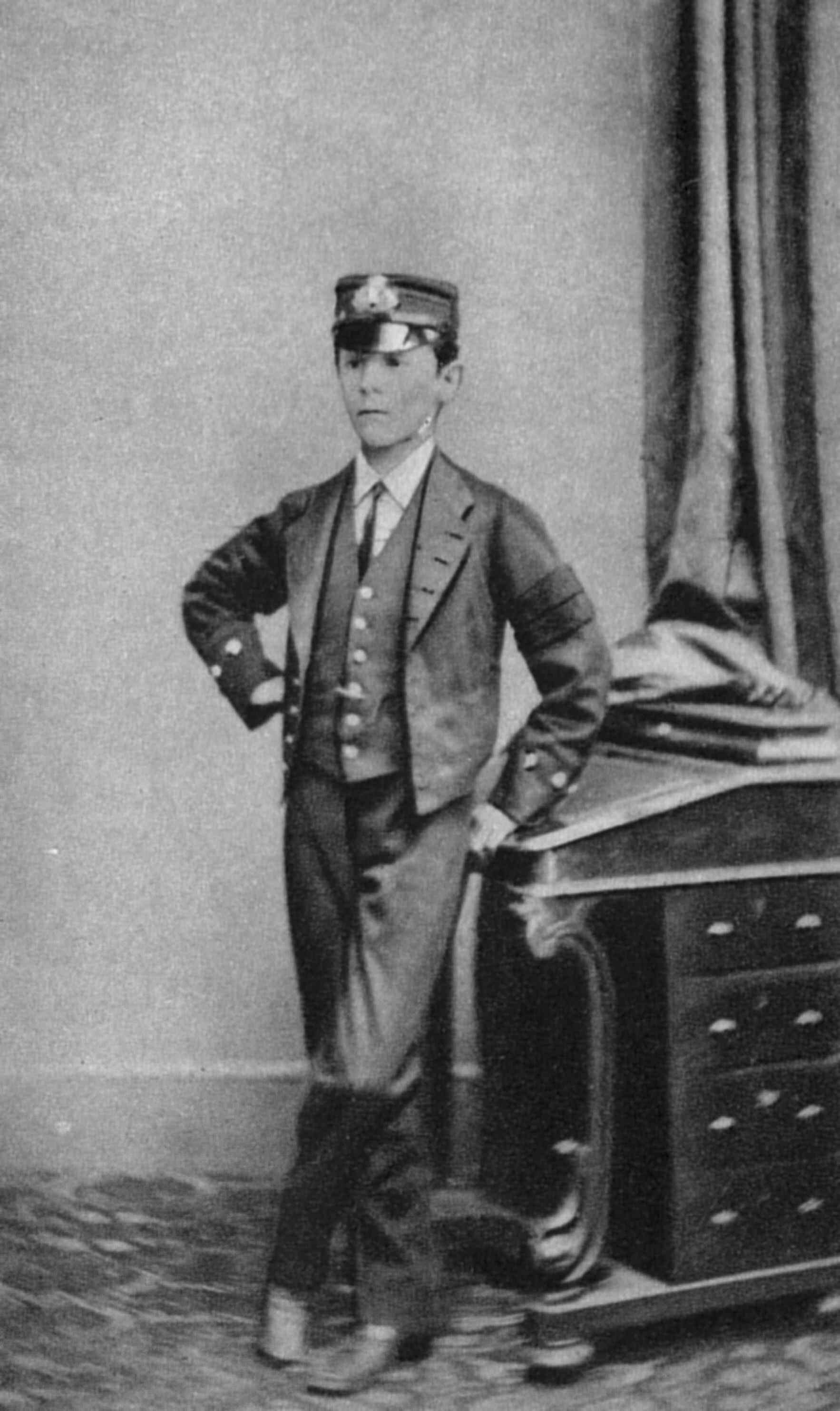
少年期のジェリコー(1871年)

1859年にハンプシャー・サウサンプトンに生まれる。父は王立郵便輸送汽船公社の船長ジョン・ジェリコー、母はルーシー・キール（Lucy Keele）。海軍への道を歩み、練習艦ブリタニカ乗組の訓練生となる。1874年9月に訓練課程を修了すると、フリゲート艦ニューカッスル所属、次いで海峡艦隊の旗艦エジンコート乗組となった。1878年、少尉に任官し、地中海艦隊旗艦アレクサンドラに着任した。1880年には中尉に進み、翌年再びエジンコート所属となる。1882年に起きたエジプト出兵にも従軍したのち、同年中に王立海軍大学に入学した。
1884年に砲兵科の中尉となり、砲術訓練施設エクセレントの教職員となる。エクセレント校ではジョン・アーバスノット・フィッシャーが校長を務めており、ジェリコーは彼のもとで出世を遂げていく。エクセレントを去ると、以降は砲塔艦モナーク、戦艦コロッサス乗組へと転属した。
1889年に「二国標準」を導入した海軍防衛法が成立した。当時、補給部本部長（兵站部門のトップ）を務めていたフィッシャーは法案成立に伴い多忙となったため、かねてから高く評価していたジェリコーを補佐役に選んだ。このためジェリコーは事務処理に追われ、深夜まで海軍本部に残ることが続いたという。

### 地中海艦隊・中国艦隊時代
1891年に中佐に進み、戦艦サンス・パレイル乗組となり地中海艦隊に転じた。1892年、サー・ジョージ・トライオン司令長官の艦隊旗艦ヴィクトリアに移った。

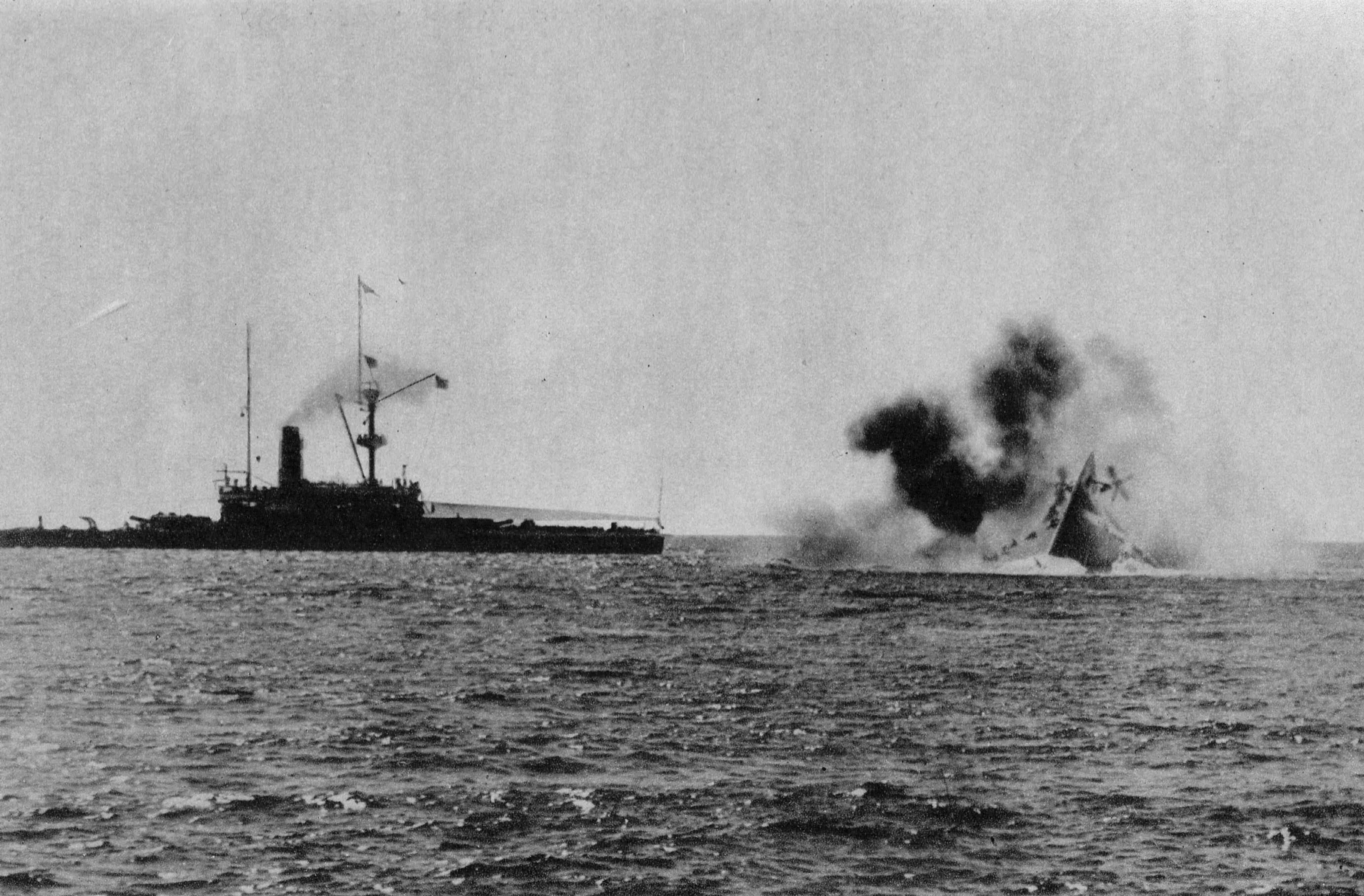
戦艦キャンパーダウンに衝突され、沈没しつつある戦艦ヴィクトリア。ジェリコーもヴィクトリアに乗艦していた。

1893年6月22日、演習中の戦艦ヴィクトリアは統率の失敗により戦艦キャンパーダウンと衝突し、トライオン提督も艦と運命を共にした。このとき、ジェリコーはマルタ熱にかかってヴィクトリア船内で寝込んでいたが、命からがら甲板に逃れて生還した。殉職したトライオンに代わってサー・マイケル・カルム=シーモア提督が地中海艦隊司令長官に着任した。ジェリコーもカルム=シーモアの旗艦ラミリーズに幕僚として移った。カルム=シーモア提督は「艦隊業務の体系化」・「信号・通信による艦隊指揮の徹底」を目指しており、これに則った改革を進めた。この取り組みの中で、カルム=シーモア提督やジェリコーは、下級指揮官（艦長や分隊司令官クラス）による独断を綿密な艦隊指揮によって抑制しようと目論んでいたという。
1896年に艦隊を離れて本国に戻った。翌年に大佐に進級した。この年、ジェリコーは中国艦隊に転じ、エドワード・シーモア司令長官の旗艦センチュリオン艦長となった。
艦長在任中の1900年、清国で反キリスト主義・排外主義を掲げる民衆の蜂起である義和団の乱が勃発した。北京駐在公使からの救援要請を受けて、シーモア司令長官率いる陸戦隊は首都・北京を目指した。シーモアら陸戦隊は京津鉄道（北京-天津）を修繕しながら進軍したが、その途上で清国軍に阻まれて天津への退却を余儀なくされた。ジェリコーもこの撤退戦を指揮していたが、6月19日に胸に銃弾を受けて瀕死の重傷を負った。奇跡的に全快を遂げたが、この銃弾は生涯ジェリコーの体に残ることとなった。この従軍により、バス勲章を受勲した。

### 海軍本部時代
1904年、負傷から回復したジェリコーは第一海軍卿に就任していたフィッシャー提督によって海軍本部に呼び戻された。海軍全体を統べる立場に立ったフィッシャーはかねてからの腹案を次々と実現させていき、特に戦艦については単一巨砲艦というコンセプトの有効性を認めて、戦艦ドレッドノート建造の指揮をとった。ジェリコーも設計・建造に携わり、この功績でロイヤル・ヴィクトリア勲章を得ている。フィッシャーらが取り組んだ戦艦ドレッドノートは、単一主砲搭載による火力の著しい強化、軍艦初の蒸気タービン採用による高速性能の実現という点で革新的であり、各国の既存戦艦を走攻守の面で凌駕した。ドイツ帝国海軍もこのドレッドノートに衝撃を受け、のちの英独両国により建艦競争を招くこととなった。
1906年8月、国王付副官となる。翌年には少将へと進み、大西洋艦隊の副司令長官に転じて翌年まで務めた。その後再び海軍本部へと戻り、1908年に第三海軍卿に就任した。
この年、ドイツ海軍が艦隊法を改正し、海軍増強に舵を切った。ハーバート・アスキス首相率いる自由党政府も「弩級戦艦の建艦派」と「老齢年金などの社会保障拡充派」とに意見が割れたが、アスキス首相が両派の求める建造隻数を調整することで妥協に持ち込めた。しかし翌年の総選挙では野党統一党が「（戦艦が）8隻欲しい、今すぐ欲しい（We want Eight! We won't Wait!）」のスローガンをかかげて国民世論を煽ったことで、アスキス首相も再び軍拡路線に舵を切らざるを得ず、英独両国による建艦競争はヒートアップしていった。こうして建造されたイギリス戦艦ではあったが、限られた予算のなかで防御力や艦内区画にはある程度目をつむっており、ジェリコーも堅牢なドイツ戦艦と比べてこの点で劣っていると認識していたという。
1910年には大西洋艦隊司令長官（旗艦：戦艦プリンス・オブ・ウェールズ）、翌年には本国艦隊の副司令長官になるなど、艦隊司令官職を短期間務めている。
1912年になると艦隊を離れて海軍本部の第二海軍卿となった。

### 第一次世界大戦（1914年 - 1918年）
1914年7月、第一次世界大戦が勃発した。海軍大臣ウィンストン・チャーチルは旧知のフィッシャー提督から「有事の際はジェリコーを司令長官にするべき」とアドバイスされていたこともあり、サー・ジョージ・キャラハン提督に代わってジェリコーをグランド・フリート司令長官に据えた。ジェリコーはこの着任を予想していなかったため狼狽して電報で再考を求めたが認められず、やがて諦めて戦艦アイアン・デュークに着任した。
ジェリコーは着任早々に艦隊の戦闘序列を定めた。これは大所帯であるグランド・フリートを長期間洋上にとどめるにはどうすべきかを考慮した結果であった。この戦闘序列では各戦隊が細かく指揮統制されており、加えて手旗・旗旈信号も無線によって明確に統制を行った。しかしこの中央集権的・統制集約的な姿勢は、戦場では信号に頼らず自身の判断を求める巡洋戦艦戦隊司令官サー・デイヴィッド・ビーティー提督と対立した。
1914年9月、ドイツ潜水艦U-9によってクレッシー級装甲巡洋艦3隻が撃沈された。これに恐れをなしたジェリコーは虎の子の戦艦を守るため、潜水艦の航続距離の及ばないスコットランドのロッホ・ユー湾に移した。ジェリコーは大戦中こののちも潜水艦への対処に追われることとなる。

#### ヘルゴランド海戦とドッガーバンク沖海戦
開戦間もない8月、イギリス海軍はドイツ海軍との戦力差を生かして、その本拠地への攻撃を模索しはじめた。ハリッジ部隊司令レジナルド・ティリット、潜水艦隊司令官ロジャー・キーズ提督の発案により、北海におけるドイツ海軍の本拠地ヘルゴラント島への襲撃が計画された。ジェリコーもこの計画を支持して作戦は実行に移された。作戦は成功し、最終的に圧倒的な火力をもつ巡洋戦艦が合流することで、ドイツ軽巡洋艦・水雷艇を沈め勝利した（ヘルゴラント海戦）。
年が明けた1915年1月、サー・デイヴィッド・ビーティー提督の指揮する巡洋戦艦戦隊がドッガー・バンク沖でドイツ巡洋戦艦戦隊と会敵した。ビーティー戦隊はドイツ巡洋戦艦戦隊（フランツ・フォン・ヒッパー少将・指揮）の殿を務める装甲巡洋艦ブリュッヒャー1隻を撃沈して勝ちを拾い、イギリスはこの小さな勝利に沸いた（ドッガーバンク沖海戦）。一方、敗れたドイツでは消極的なフリードリヒ・フォン・インゲノール司令長官の更迭、後任のヒューゴ・フォン・ポール提督も健康不安から辞任と交代が相次いだ。その後を襲ったラインハルト・フォン・シェア司令長官は前任者から一転して積極戦略をとり、主力艦隊による決戦を求めた。これにより、のちに大戦中最大の海戦ユトランド沖海戦が生じることとなる。

#### ガリポリの戦い
1914年秋、オスマン帝国がドイツ側に付いて、イギリスに宣戦布告した。そのためオスマン帝国の首都イスタンブール近くに連合軍を上陸させ、バルカン半島伝いでオーストリアに圧力をかける作戦が考えられた。そのための第一歩としてダーダネルス海峡西側のガリポリ半島への上陸作戦が求められた。この作戦を巡って、作戦に慎重なフィッシャー第一海軍卿と推進派のチャーチル海相との不和が高まった。1915年5月15日、フィッシャーはとうとう辞任してしまい、25日にはチャーチルも大臣を罷免された。
ジェリコーは辞職直後のフィッシャーに「チャーチル海相続投から海軍を救っていただき感謝しています。」と書き送っている。これを機に恩師フィッシャーは海軍を引退した。

#### ユトランド沖海戦

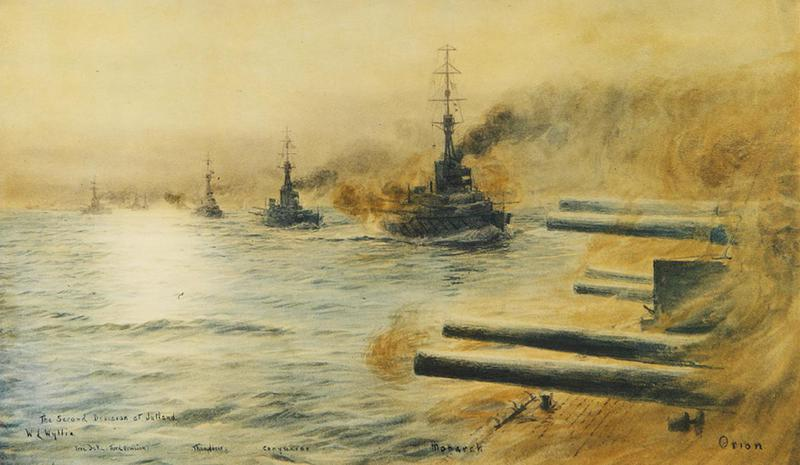
ユトランド沖海戦を描いた絵画

1916年5月30日、ドイツ海軍主力の大洋艦隊が北海に出撃した。諜報局長ヘンリー・オリヴァー少将の率いる海軍省はいち早くこれを察知し、ジェリコーに急報した。翌31日、速力に秀でた巡洋戦艦・軽巡洋艦からなるビーティー戦隊がフォース湾を出港し、ジェリコーの主力艦隊より100kmほど先行して北海を東進した。ビーティー戦隊よりもさらに偵察先行していた軽巡洋艦ガラティアが北方から南下するドイツ巡洋戦艦戦隊（ヒッパー少将・指揮）の一部を発見し、「敵艦見ゆ」の急報を行う。やがてビーティー戦隊もヒッパー戦隊を視認し、南に転舵して同航戦の形をとった。この南への並走(Run to the South)の間の戦闘は激烈で、ビーティー戦隊の巡洋戦艦インディファティガブル、クイーン・メリーの計2隻が轟沈した。
この頃になると英独双方の主力艦隊が戦場に向かっており、英独双方の巡洋戦艦戦隊はともに敵艦隊を自軍の主力艦隊の方角に誘引しようと試みた。その最中の午後6時前、大洋艦隊主力（ラインハルト・フォン・シェア提督直率）はヒッパー戦隊と合流した。そのためシェアはヒッパーと連携してビーティー戦隊に更に痛打を加えようとしたが、午後6時頃には猛追してきたジェリコー率いるイギリス主力部隊も戦場に到着した。
午後6時15分、ジェリコーはビーティーから大洋艦隊主力の位置の報告を受け、ドイツ艦隊を丁字戦法で捕捉する態勢に入った。不利を悟ったシェアは南への逃走を始めたが、直後少しでもジェリコー主力艦隊の駒を削いでおこうと考え直して、英艦隊の最後尾を目指して再び方角を変えた。しかしシェア艦隊は予期せずジェリコー主力艦隊の中心部に突き当たってしまい、ドイツ側は相当の命中弾をこうむった。大洋艦隊主力の壊滅を恐れたシェアは小艦艇（軽巡洋艦や駆逐艦）に大量の雷撃を行わせて、その隙に主力艦隊の戦線離脱を図った。ジェリコーにとって大洋艦隊主力の追撃を図るまたとないチャンスであったが、戦艦への雷撃を恐れたためドイツ艦隊の退却を見送ることとした。ジェリコーの定めた戦闘計画では「艦隊が力を発揮するには視界良好かつ太陽が出ている時間が必要」とされていたが、このときは北海の濛気により視界不良であり、急速に日没が迫っていたのである。ジェリコーはこのとき翌日の昼戦を求めてドイツ側を追跡したが、ドイツ側もこの意図を察知して全力で遁走を図り逃げ切った。日の改まった6月1日深夜2時30分、ジェリコー主力艦隊は追撃を中止し、本国への帰投を決めた。この際にジェリコーは「生涯における最高の機会を失ってしまった」と語ったとされる。
こうしてユトランド沖海戦は両軍痛み分けに終わった。隻数によるイギリスの戦略的優位は維持された一方、ドイツ側は開戦前よりも数の上ではより劣勢となった。

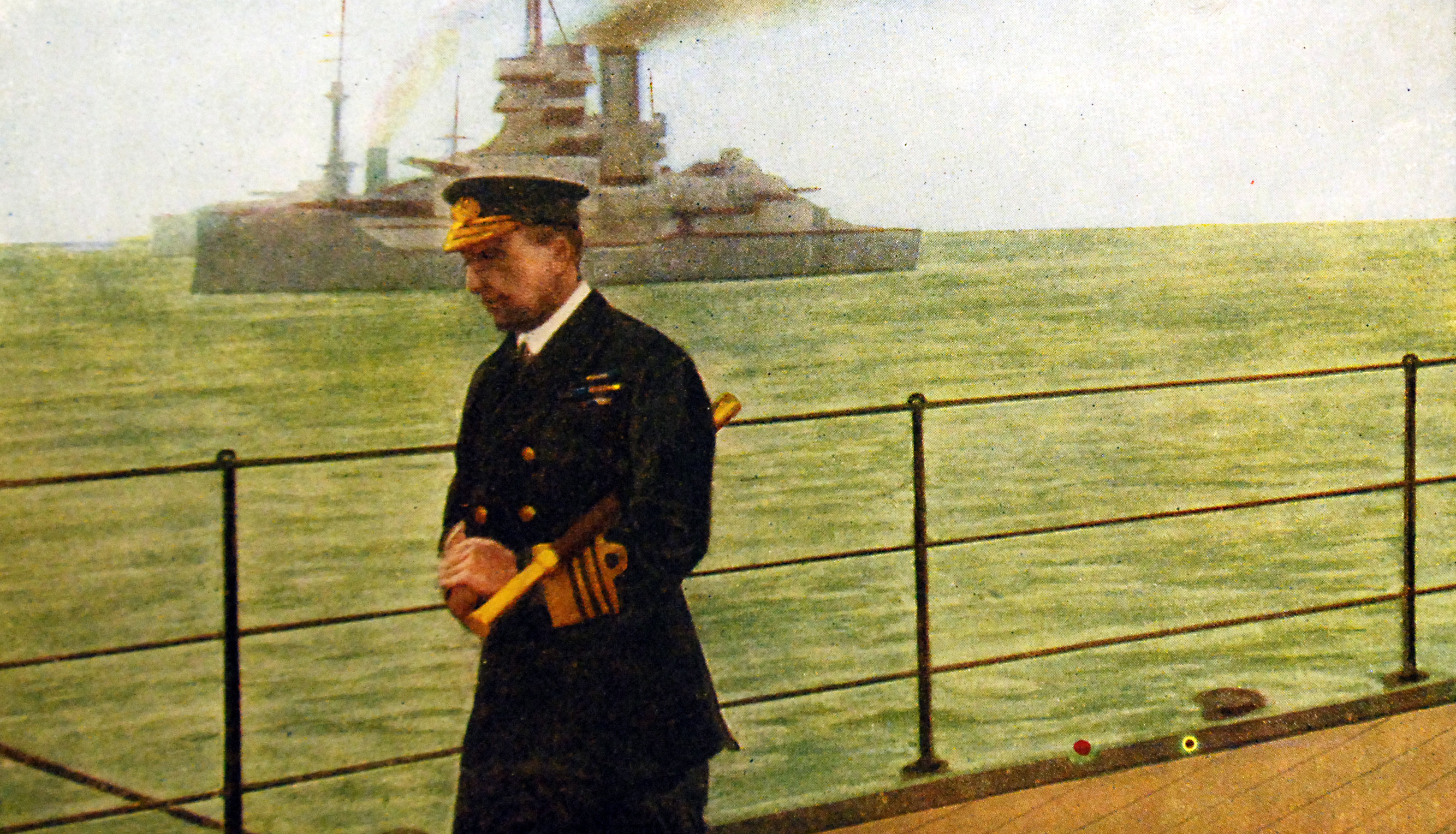
戦艦アイアン・デューク上の司令長官ジェリコー。

ユトランド沖海戦終結からわずか3ヶ月後の8月、大洋艦隊主力は再びイギリス海軍に挑戦すべく、艦隊を出動させた。イギリス側もすぐさまこの行動を察知したが、この作戦自体では結局主力艦隊同士による対決は衝突は生じなかった（1916年8月19日の海戦）。ただし先行していたUボート戦隊によってイギリス側の巡洋艦ノッティンガムやファルマスが沈められたほか、ジェリコーの旗艦アイアン・デュークも雷撃を受けニアミスされる事態となり、ジェリコーは潜水艦による戦艦への脅威を改めて思い知った。
同年11月、ジェリコーは司令長官を退く運びとなる。後任には巡洋戦艦戦隊司令官ビーティー提督が内定していたが、ジェリコーはこれを妨害しようと自身の参謀長チャールズ・マッデン中将を推挙している。しかしビーティーの就任は覆らず、結局彼がグランドフリート司令長官を襲った。ビーティーは就任後、ジェリコーの定めた戦闘序列を簡略化し、最終的に廃止している。ビーティーの哲学（艦隊全体でドクトリンを共有し、戦闘時の艦隊行動は各艦の自主性に委ねること）が艦隊に浸透することとなり、この思想は大戦終結後も引き継がれていくこととなった。一方でビーティーも艦隊に対する潜水艦の脅威は認めており、海軍省や戦時内閣を説得して、大戦中の残りの期間は現存艦隊主義に徹した。このため後に大戦が終結したときに、イギリス海軍ではユトランド沖海戦のような決戦を再び戦えなかったことへの不完全燃焼さが残ったという。

### 第一海軍卿への就任と解任
1916年11月、ジェリコーは司令長官のポストと引き換えに、第一海軍卿に就任した。
年が明けた1917年2月、ドイツ海軍は無制限潜水艦作戦を開始した。この結果、イギリスはわずか2か月間で160万トンの商船を喪失するなど潜水艦による被害が深刻化した。ジェリコーは潜水艦対策を総合的に捉える問題と考えて、海軍本部内に対潜部・通商部といった部署を次々と新設させ、第五海軍卿のポストを設けた。しかしこうした努力にもかかわらず、国外からの輸入に依存していたイギリスは急速にやせ細り、ジェリコー自身も年内の敗戦を予測したほどだった。この事態を憂慮したデビッド・ロイド・ジョージ首相は、昔ながらの護送船団方式によって対処すべきと主張した。これに対してジェリコーはグランド・フリートの戦力を割くことを嫌がり、強く反対した。ロイド・ジョージは諸提督からも「かえって潜水艦の標的になる」と反発を受けたが、反対意見を無視して護送船団方式を強行したところ、これが功を奏して喪失数は激減していった。この直後、ロイド・ジョージは腹心エリック・ゲッデスを造船・兵站監督官として送り込み、消極的な海軍の掌握に乗り出した。ロイド・ジョージは悲観主義的なジェリコーを嫌うようになっていたが、ジェリコーを更迭するほどの政治力はまだなく、ひとまずエドワード・カーゾン海軍大臣の首をすげかえるにとどめた。この頃、ロイド・ジョージはガリポリ作戦の失敗で辞職したチャーチルを軍需大臣に再登用したが、これに対する自由党や保守党の反対が根強い時期でもあった。
1917年7月に新海軍大臣に就任したゲッデスはロイド・ジョージとジェリコー更迭を議論し、年の瀬も押し迫った12月25日、ゲッデスはジェリコーを第一海軍卿から解任した。海軍のこの更迭劇への不満は激しく、海軍卿全員が一斉辞職を申し出たが、ジェリコーが慰留して思いとどまらせた。後任の第一海軍卿にはロスリン・ウィームズ中将が選ばれた。

### 自治領諸国視察とジェリコー報告書
退任後の1918年、ジェリコーはジェリコー子爵に叙されて貴族となった。翌年の1919年には海軍元帥に昇進した。
同年、自治領諸国はイギリス本国に自治領海軍をもうけたいと要望し、アドバイザーを派遣するよう求めてきた。これに白羽の矢が立ったのがジェリコーであり、ジェリコーは太平洋と極東地域をまわる自治領諸国の視察へと旅立った。インド、オーストラリア、ニュージーランド、アメリカ合衆国と各国を歴訪し、1920年に本国に帰国した。ジェリコーは早速報告書の作成にとりかかり、1919年中に極東地域の将来の海軍戦略を論じた。同報告書ではまず、この海域で脅威となる可能性があるのは日本だけであり、日英同盟を結んでいるからといって海軍増強を行わないのは得策ではないとした。
同報告書ではさらに強力な極東艦隊の創設を求め、シンガポールに海軍基地を建設したうえで、その麾下に戦艦8隻、巡洋戦艦8隻、航空母艦4隻、巡洋艦10隻、駆逐艦43隻を置くべしという内容であった。この艦隊は維持費だけでも年間2,000万ポンドを要するもので、自治領諸国のみならずイギリス本国の世論もあまりの巨額さにあっけにとられた。大戦後に好景気が弾けたこともあって、ゲッデス前海相の率いるゲッデス委員会によってイギリス陸海軍の支出の調査がなされることとなった。その結果、軍ベースの予算要求額を大蔵省が確保するスタイルから、大蔵省の定めた予算額の範囲内で軍にやりくりさせる方法へと改められ、また基本的な財政方針「10年ルール（10 Year's Rule）」の縛りを課せられた。さらに1922年に開かれたワシントン海軍軍縮会議により、ジェリコーの艦隊計画は幻に終わった。しかし、シンガポール海軍基地やニュージーランド海軍の新設など、ジェリコーの提言が実現したものも残った。

### 大戦後のユトランド論争
大戦後、ジェリコーは回顧録『大艦隊 1914～16年（The Grand Fleet 1914-16）』を執筆・出版した。この回顧録によって海戦に関する議論が起こると予想したロスリン・ウィームズ第一海軍卿はあらかじめ海軍の見解をまとめておくこととし、ジョン・ハーパー大佐にユトランド沖海戦の公式見解を作成するよう命じた。しかし、ジェリコーとビーティーの双方が納得できる内容の作成は不可能に近く、結局完成・公表までに至らなかった。最終的に、デュワー兄弟（ケネス・デュワー大佐、アルフレッド・デュワー大佐）らの執筆による『海軍幕僚評価（Naval Staff Appreciation）』が完成したが、これはジェリコーの海戦指揮への批判が強い内容であり、ジェリコーとしては納得できるものではなかった。
1922年3月、さきの『海軍幕僚評価』を穏健かつ簡潔にまとめた『ユトランド海戦報告（Narrative of the Battle of Jutland）』が一応の完成を見た。しかしこれを読んだジェリコーはビーティー巡洋戦艦戦隊の視点にかたよったものだと強く抗議し、その内容に反論した自身の見解書をつけるよう求め、同書の公表は結局1924年にまでもつれこんだ。
大戦中の指揮の是非を巡っては、ジェリコーの晩年も応酬が続いた。例えば、友人レジナルド・ベーコン提督がジェリコーを擁護する論文『ユトランド・スキャンダル（The Jutland Scandal）』を発表した。これに反発した元海軍大臣ウィンストン・チャーチルがジェリコーを非難する『海軍省物語（Admiralty Narrative）』で対抗する事態となった。また1934年、元首相デヴィッド・ロイド＝ジョージが『戦争回顧録』を出版すると、ジェリコーは護送船団方式の採用に関するロイド＝ジョージ側の主張に対抗し、論文『潜水艦の脅威（The Submarine Peril）』で応じた。

### ニュージーランド総督時代

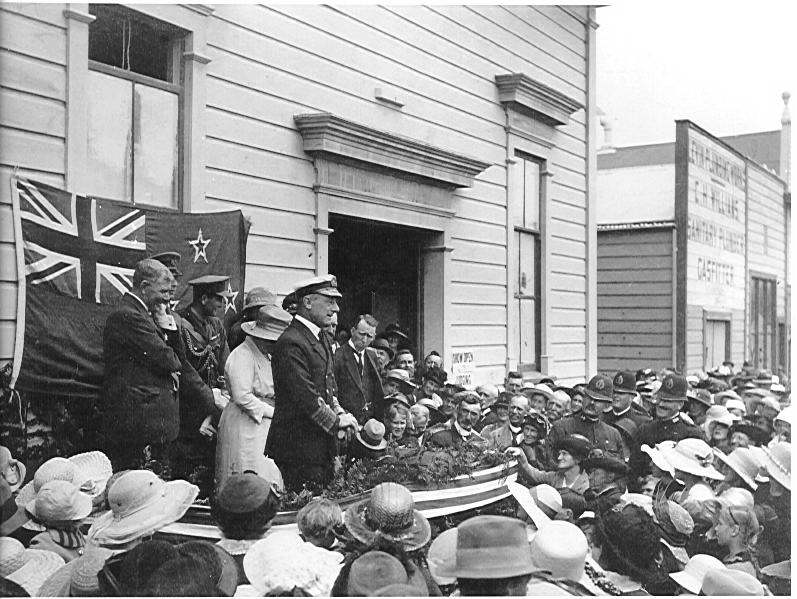
ニュージーランド・レヴィンを訪れたジェリコー

1920年9月、ニュージーランド総督に着任した。就任後は総督府における業務や手続きの簡素化に尽くした。またジェリコーは総督在任中ニュージーランドをよく巡り、マオリを含めたあらゆる階級のニュージーランド人と交流して人気を得た。
ジェリコーは持ち前の慎重な助言姿勢から、時のウィリアム・マッシー首相からも信頼された。対イギリス本国の諸問題について定期的な諮問に預かり、マッシーから「かけがえのない相談相手(an invaluable counsellor)」と評されている。
1922年にチャナク危機が生じた際も、ジェリコーの働きかけによりニュージーランド政府はいち早く対トルコ部隊の派遣を本国政府に申し出ている。
1924年11月26日、総督を退任し、ニュージーランドを後にした。

### 晩年

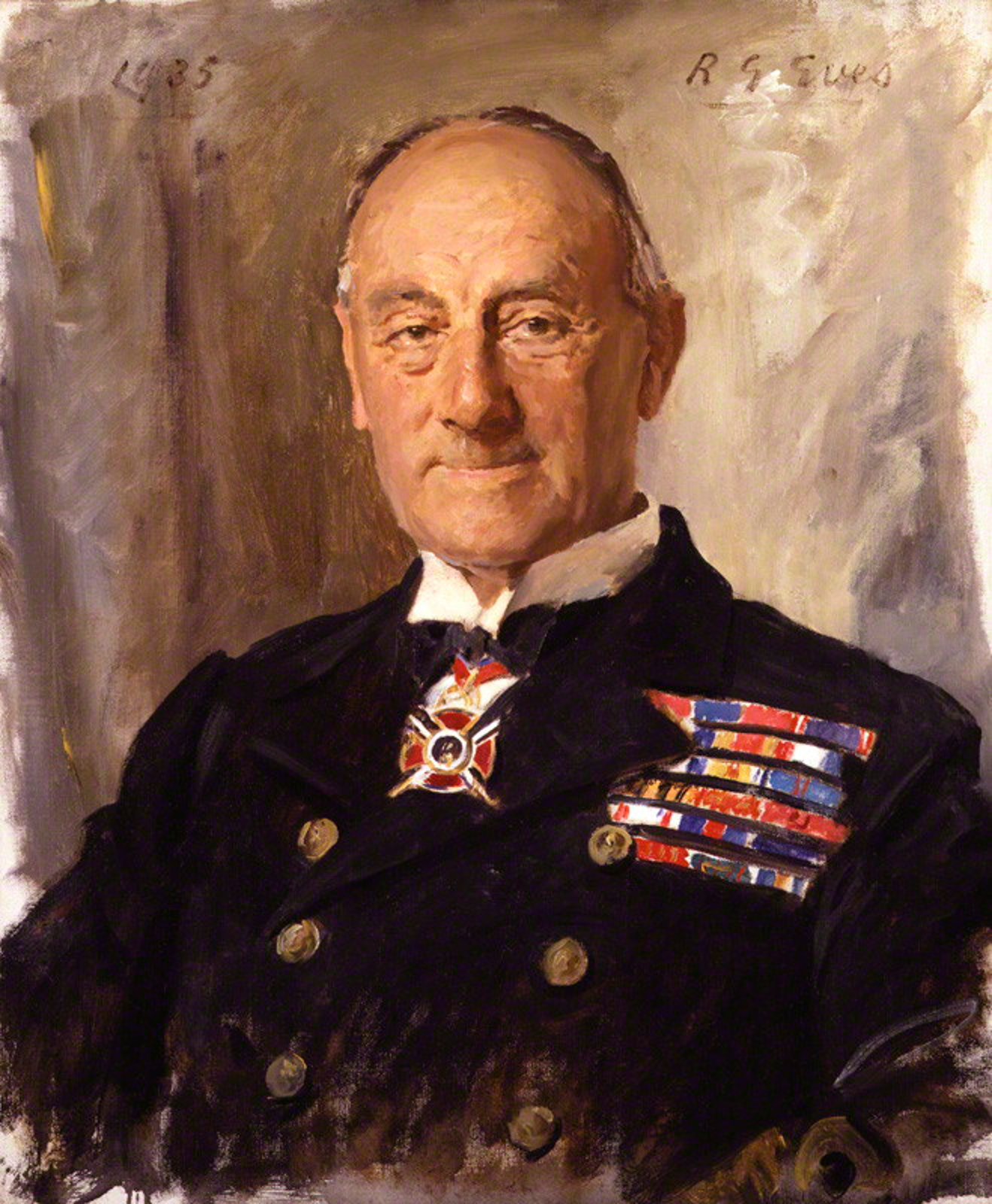
晩年のジェリコーを描いた肖像画（1935年、レジナルド・イブズ作）

本国に戻ったジェリコーは1925年に連合王国貴族としてジェリコー伯爵に進んだ。
1927年、ニュージーランド政府の信頼が篤かったため、ゴードン・コーツニュージーランド改革党政権の要請によりジュネーブ海軍軍縮会議ニュージーランド代表に指名・参加している。ただ、イギリス本国政府からは海軍力の削減に反対する姿勢を嫌われており、1930年のロンドン海軍軍縮会議からは締め出された。
1932年4月、名誉職のハンプシャー副統監に任じられている。
1935年の冬、ジェリコーはポピーの鉢植え作業ののち風邪をひいた。これをこじらせて肺炎となり、同年11月19日、ロンドン・ケンジントンの自邸で永眠した。11月25日、セント・ポール大聖堂に埋葬された。葬儀の喪主は、旧知の好敵手ビーティー海軍元帥が務めた。ビーティーもすでに病身であったが、「ジェリコーの葬儀に出なかったら、海軍の奴らが何というか」といって医師の止めるのを振り切って出席したという。

長男ジョージが爵位を継いだ。

## 評価

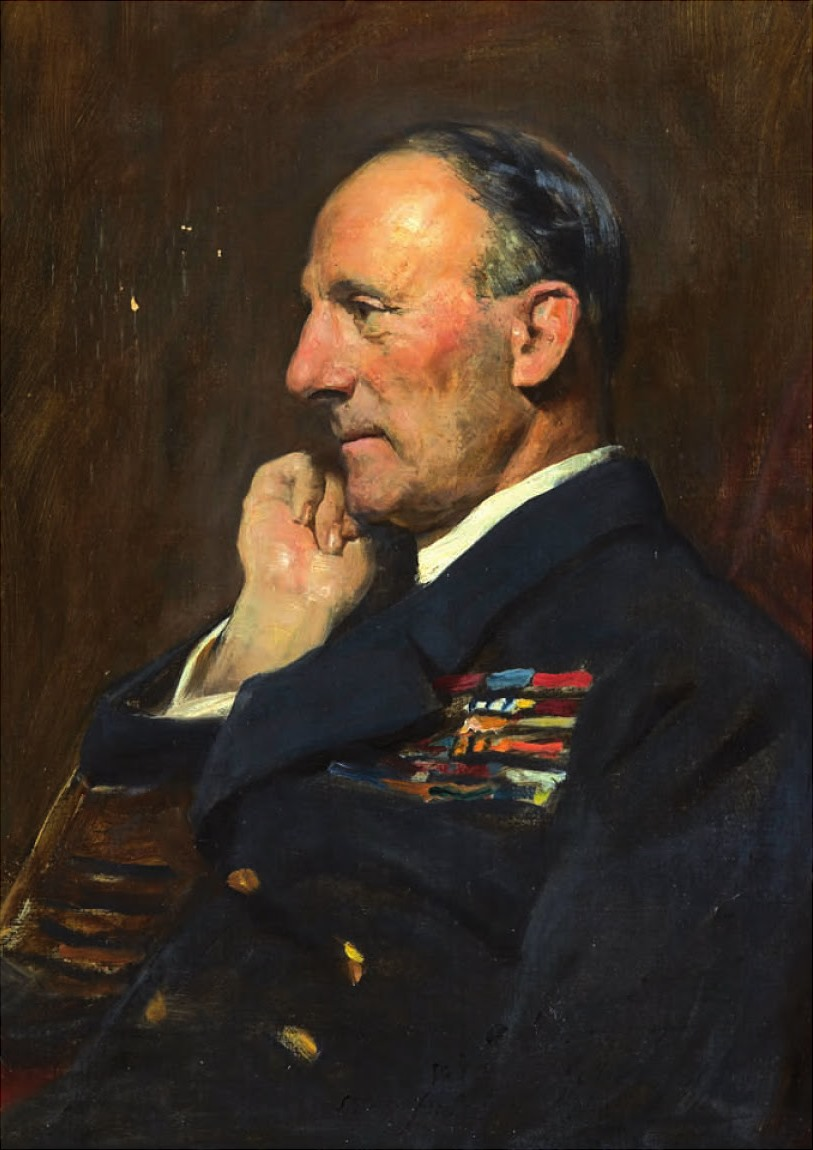
グランドフリート司令長官時代のジェリコー（1921年、アーサー・S・コープ作）

グランドフリート司令長官時代には、戦闘命令に忠実な部下を好み、逆にこれを破って戦機をつかもうとするタイプの部下を嫌ったという。また『オックスフォード英国人名事典』では、ジェリコーを心配性・何事もひとりでやり過ぎると評し、知人のフランシス・ブリッジマン提督による「まるで砲兵中尉の立場に甘んじている、幕僚や艦長を信頼しなければならない」とする評価に触れている。
第一次世界大戦中の指揮をめぐっては毀誉褒貶が激しい。海戦における指揮については柔軟性がないとされ、戦機とみれば命令や規定を無視するような戦術的独創性はないという見方もある。
一方で、ジェリコーの指揮する大艦隊はイギリスの命運を握っており、その重責からおのずと慎重にならざるを得なかったと擁護する意見もある。ウィンストン・チャーチルが「ジェリコーは半日で勝敗を決することのできた唯一の人間」と形容し、歴史家ロバート・ブレイクが「近現代の歴史において、単独の人間によって、これほどの短時間のうちに、これほど重大な決断が行わねばならなかった例は他にない」と述べたものがこれにあたる。
ユトランド沖海戦でも、限られた情報のなかで大艦隊を運用・展開させた手腕は巧みとする評価もある。
艦隊運用をめぐっては、自身の作成した戦闘序列の内容に一致する戦闘を望んだという。戦闘序列や信号によって艦隊行動を完全に指揮・統率しようとするジェリコーの考え方は、第一次世界大戦時点ではすでに時代遅れであったかもしれず、想定外の事態への対応という点ではビーティーの考え方が優れていた。
軍政面においては、『オックスフォード英国人名事典』は「艦隊指揮ほどの才能はなく、弁舌の才に乏しく、慎重な人となりで、悲観主義の傾向があった」とする。

## 栄典

### 勲位・名誉職など

#### イギリス
- バス勲章ナイト・グランド・クロス（GCB）- 1915年2月8日（KCB：1911年6月19日[76]、CB：1900年11月9日[12])
- メリット勲章（OM） – 1916年5月31日[77]
- ロイヤル・ヴィクトリア勲章ナイト・グランド・クロス (GCVO)[78] – 1916年6月17日 (KCVO：1907年8月3日[79]、CVO:1906年2月13日[80])

#### 外国
- プロイセン：赤鷲勲章（ドイツ語版） - 1902年4月[81]
- フランス：レジオンドヌール勲章 - 1916年9月15日[82]
- ベルギー：レオポルド勲章（オランダ語版） - 1917年4月21日[83]
- ロシア：聖ゲオルギー勲章（ロシア語版）- 1917年6月5日[84]
- イタリア：サヴォイア軍事勲章 - 1917年8月11日[85]
- 大日本帝国：勲一等旭日大綬章 - 1917年8月29日[86]

### 爵位
1918年に以下の爵位を新規に叙された。

ジェリコー家の紋章。波間を泳ぐクジラの意匠。

- 初代オークニー州スカパのジェリコー子爵(1st Viscount Jellicoe, of Scapa in the County of Orkney)
（勅許状による連合王国貴族爵位、長女以下初代子爵の5人の娘とその男子への特別継承権あり[20]）

1925年に以下の爵位を新規に叙された。
- 初代ジェリコー伯爵(1st Earl Jellicoe)
（勅許状による連合王国貴族爵位）
- 初代サウサンプトン州におけるサウサンプトンのブロッカス子爵(1st Viscount Brocas, of Southampton in the County of Southampton)
（勅許状による連合王国貴族爵位）

## 著作
- Viscount Jellicoe (1919). The Grand Fleet 1914–1916: Its Creation, Development and Work (英語). Toronto: Hodder & Stoughton.
- Viscount Jellicoe (1920). The Crisis of the Naval War (英語). London: Cassell and Company.
- Earl Jellicoe (1934). The Submarine Peril: The Admiralty Policy in 1917 (英語). London: Cassell and Company.

## 家族

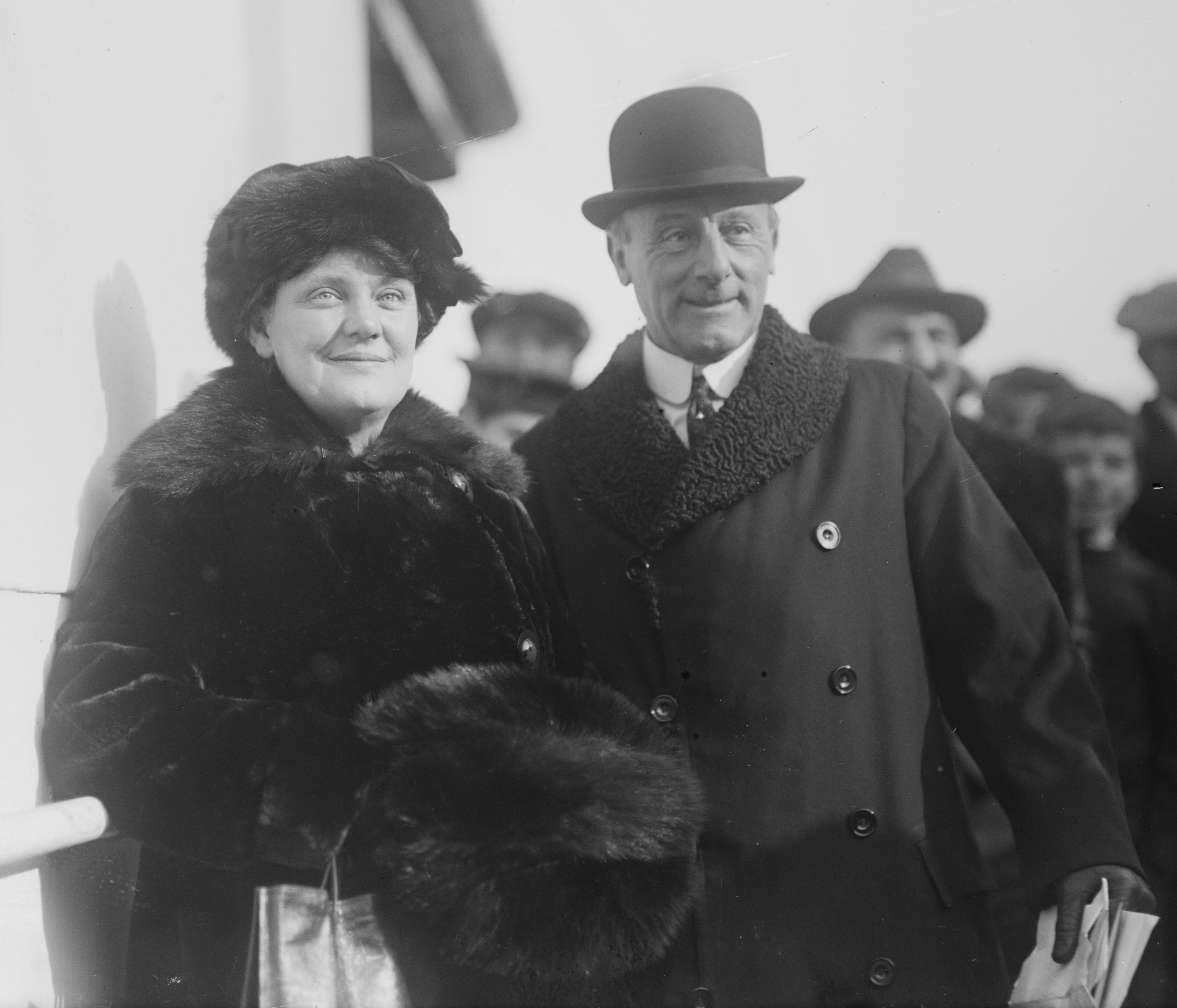
ジェリコー夫妻、1924年。

1902年7月1日にフロレンス・グウェンドリン・ケイザー（Florence Gwendoline Cayzer、1964年5月12日没、サー・チャールズ・ケイザーの娘）と結婚して、1男5女をもうけた。
- （長女）グウェンドリン・ルーシー・コンスタンス・ラッシュワース・ジェリコー（1903年4月14日 - 1997年10月） - 1935年4月29日、エドワード・ラサム（Edward Latham、1957年11月27日没、トマス・リングローズ・ラサムの息子）と結婚、子供あり[89]
- （次女）アグネス・ベティー・ガーディナー・ジェリコー（1906年5月21日 - 1911年1月24日[89]）
- （三女）マートル・グレース・ブロカス・ジェリコー（1908年8月28日 - 1945年11月10日） - 1932年6月11日、ライオネル・マクスウェル・ジョアキン・バルフォア（Lionel Maxwell Joachim Balfour、1973年没、マクスウェル・バルフォアの息子）と結婚、子供あり[89]
- （四女）ノラ・ベリル・ケイザー・ジェリコー（1910年3月30日 - 2003年） - 1935年5月30日、エドワード・ウィリアム・リース・ウィンフィールド（Edward William Rhys Wingfield、1905年8月26日 – 1984年1月20日、セシル・ジョン・タルボット・リース・ウィンフィールドの息子）と結婚、子供あり[89]
- （五女）プルーデンス・キャサリン・パットン・ジェリコー（1913年8月30日 - 2000年） - 1936年12月22日、ジョンキーア・フランシス・ウィリアム・ホープ・ラウドン（Jonkheer Francis William Hope Loudon、1985年8月22日没、ジェームズ・ホープ・ラウドンの息子）と結婚、子供あり[89]
- （長男）ジョージ・パトリック・ジョン・ラッシュワース・ジェリコー（英語版）（1918年4月4日 - 2007年2月22日）- 第2代ジェリコー伯爵[90]。